# Dalham
Dalham – wieś w Anglii, w hrabstwie Suffolk, w dystrykcie West Suffolk. Leży 48 km na zachód od miasta Ipswich i 91 km na północny wschód od Londynu.